# Erula
Erula (sardinski e galurski: Èrula) je grad i općina (comune) u pokrajini Sassariju u regiji Sardiniji, Italija. Nalazi se na nadmorskoj visini od 457 metara i ima 745 stanovnika.
 Prostire se na 39,31 km2. Gustoća naseljenosti je 19 st/km2.
Susjedne općine su: Chiaramonti, Ozieri, Perfugas, Tempio Pausania i Tula.